# Ozera, Borodeanka
Ozera (în ucraineană Озера) este o comună în raionul Borodeanka, regiunea Kiev, Ucraina, formată numai din satul de reședință.

## Demografie
Componența lingvistică a comunei Ozera
     Ucraineană (95,36%)
     Rusă (4,15%)
Conform recensământului din 2001, majoritatea populației comunei Ozera era vorbitoare de ucraineană (95,36%), existând în minoritate și vorbitori de rusă (4,15%).